# 保定市
保定市（ほてい/バオディン-し、拼音: Băodìng）は、中華人民共和国河北省に位置する地級市。河北省の旧省都である。他の地域に比べてカトリックが多い。

## 地理
河北省西部、北京と現・省都石家荘の間に位置する。

## 歴史
960年（建隆元年）、北宋により設置された保塞軍を前身とする。981年（太平興国6年）に保州と、1129年（天会7年）に金朝により順天軍、1239年にはモンゴル帝国により順天路、更に1275年（至元12年）には保定路が設置された。
明朝が成立すると1368年（洪武元年）に保定府と改称、清代には直隷の首府として直隷総督府と淮軍公所が置かれ、直隷総督となった李鴻章と袁世凱によって北洋軍閥の拠点となり、1903年（光緖29年）には北洋陸軍速成武備学堂が保定に設置されている。中華民国初期も直隷省の省都（省会）であり、北洋政府所在地となり、1912年（民国元年）には中国最初の陸軍士官学校である保定陸軍軍官学校が開校している。
1913年（民国2年）の州制廃止に伴い清苑県とされたが、1948年（民国37年）に清苑県城区に保定市が分割新設された。1949年に中華人民共和国が成立すると地級市に昇格し河北省省都とされたが、1958年に省都は天津市に移転され保定市は県級市に、1960年に地級市、1961年に再び県級市に改編されている。その後1967年に再び省都とされた保定市であるが、1968年には石家荘市に移転した。1994年、県級市の保定市と保定地区が合併して地級市が成立し現在に至っている。
2014年3月、一部の北京の首都機能を保定市などに分散させることが決定され、河北省はこれによって首都圏に組み込まれることとなった。
2017年4月、中華人民共和国国務院と中国共産党中央委員会は習近平党総書記の主導する「千年大計」（1000年にわたる大計画）として保定市内の雄県・安新県・容城県などを雄安新区として開発することを発表した。
一方で、かつては保定市の主要産業の一つであった鉄鋼工場は、全国的な過剰生産能力の整理のため、2017年末までに全て操業を停止した。

## 行政区域
5市轄区・4県級市・15県を管轄する。
- 市轄区
  - 競秀区・蓮池区・満城区・清苑区・徐水区
- 県級市
  - 涿州市・定州市・安国市・高碑店市
- 県
  - 淶水県・易県・淶源県・阜平県・曲陽県・唐県・順平県・望都県・定興県・容城県・雄県・安新県・高陽県・蠡県・博野県

| 保定市の地図（赤線に囲まれた区域は雄安新区） |
| --- |
| 1 2 満城区 清苑区 徐水区 淶水県 阜平県 定興県 唐県 高陽県 容城県 淶源県 望都県 安新県 易県 曲陽県 蠡県 順平県 博野県 雄県 涿州市 定州市 安国市 高碑店市 1. 競秀区 2. 蓮池区 |

### 年表
この節の出典

#### 保定市(第1次)
- 1949年10月1日 - 中華人民共和国河北省保定市が発足。一区から五区までの区が成立。(5区)
- 1949年11月14日 - 保定専区清苑県・安新県の各一部が四区に編入。(5区)
- 1950年8月7日 - 市内行政区域の再編により、一区から四区までの区が成立。(4区)
- 1952年7月23日 - 保定専区清苑県の一部が三区・四区に分割編入。(4区)
- 1952年9月 - 三区・四区の各一部が合併し、五区が発足。(5区)
- 1953年5月11日 - 保定専区清苑県の一部が五区に編入。(5区)
- 1953年6月6日 (3区)
  - 一区および四区の一部が合併し、一区が発足。
  - 二区および三区の一部が合併し、二区が発足。
  - 五区および三区の残部・四区の残部が合併し、三区が発足。
- 1954年12月 - 保定専区清苑県の一部が三区に編入。(3区)
- 1955年6月27日 - 一区が南市区に、二区が北市区に、三区が郊区にそれぞれ改称。(3区)
- 1956年7月2日 - 保定専区清苑県・満城県の各一部が郊区に編入。(3区)
- 1957年12月7日 - 郊区が南市区・北市区に分割編入。(2区)
- 1958年4月28日 - 保定市が保定専区に編入。

#### 保定専区(1949年-1960年)
- 1949年10月1日 - 中華人民共和国河北省保定専区が成立。易県・満城県・徐水県・淶源県・定興県・完県・唐県・望都県・淶水県・涿県・清苑県・高陽県・安新県・雄県・容城県・新城県・固安県が発足。(17県)
- 1949年11月14日 - 清苑県・安新県の各一部が保定市四区に編入。(17県)
- 1950年4月19日 - 通県専区房山県の一部が淶水県に編入。(17県)
- 1950年4月29日 - 安新県の一部が清苑県に編入。(17県)
- 1950年5月24日 - 定県専区蠡県の一部が高陽県に編入。(17県)
- 1951年8月16日 - 定県専区定県の一部が望都県に編入。(17県)
- 1952年7月23日 - 清苑県の一部が保定市三区・四区に分割編入。(17県)
- 1952年8月1日 - 徐水県の一部が清苑県に編入。(17県)
- 1953年5月11日 (17県)
  - 淶水県の一部が涿県に編入。
  - 清苑県の一部が保定市五区に編入。
  - 易県の一部が完県に編入。
- 1953年7月1日 - 張家口専区蔚県の一部が淶水県に編入。(17県)
- 1953年12月30日 - 完県の一部が望都県に編入。(17県)
- 1954年4月24日 (22県)
  - 定県専区定県・曲陽県・阜平県・安国県・博野県・蠡県を編入。
  - 固安県が通県専区に編入。
- 1954年7月30日 - 高陽県の一部が天津専区任丘県に編入。(22県)
- 1954年10月11日 - 望都県の一部が唐県に編入。(22県)
- 1954年12月 - 清苑県の一部が保定市三区に編入。(22県)
- 1955年7月16日 - 蠡県の一部が高陽県に編入。(22県)
- 1955年10月 - 新城県の一部が定興県に編入。(22県)
- 1956年1月23日 - 淶水県の一部が張家口専区蔚県に編入。(22県)
- 1956年3月30日 - 定興県の一部が容城県に編入。(22県)
- 1956年4月25日 - 淶源県の一部が唐県に編入。(22県)
- 1956年7月2日 - 清苑県・満城県の各一部が保定市郊区に編入。(22県)
- 1957年4月2日 - 淶水県の一部が通県専区房山県に編入。(22県)
- 1957年8月14日 - 安国県の一部が石家荘専区安平県に編入。(22県)
- 1957年11月15日 - 易県の一部が満城県に編入。(22県)
- 1957年12月9日 - 清苑県の一部が望都県に編入。(22県)
- 1958年2月 - 易県の一部が徐水県に編入。(22県)
- 1958年4月28日 - 保定市を編入。保定市が県級市に降格。(1市22県)
- 1958年5月15日 - 阜平県の一部が石家荘専区霊寿県に編入。(1市22県)
- 1958年8月6日 - 満城県・徐水県・清苑県の各一部が保定市に編入。(1市22県)
- 1958年8月 - 望都県の一部が清苑県に編入。(1市22県)
- 1958年10月17日 - 天津専区任丘県の一部が高陽県に編入。(1市22県)
- 1958年12月20日 (1市9県)
  - 曲陽県が定県に編入。
  - 蠡県が高陽県に編入。
  - 博野県が安国県に編入。
  - 定興県が徐水県・易県に分割編入。
  - 淶水県が涿県・易県に分割編入。
  - 容城県・安新県が徐水県に編入。
  - 新城県・雄県が涿県に編入。
  - 望都県が安国県・唐県に分割編入。
  - 清苑県が保定市・唐県に分割編入。
  - 完県・満城県が保定市に編入。
- 1959年1月12日 - 唐県・易県の各一部が保定市に編入。(1市9県)
- 1959年4月15日 - 安国県の一部が唐県に編入。(1市9県)
- 1959年5月25日 - 徐水県の一部が易県に編入。(1市9県)
- 1959年10月16日 - 唐県の一部が保定市に編入。(1市9県)
- 1960年5月3日
  - 保定市が地級市の保定市に昇格。
  - 定県・高陽県・安国県・徐水県・易県・涿県・唐県・淶源県・阜平県が保定市に編入。

#### 定県専区
- 1949年10月1日 - 中華人民共和国河北省定県専区が成立。定県・曲陽県・阜平県・安国県・博野県・蠡県・深沢県・無極県・新楽県・行唐県・饒陽県・安平県が発足。(12県)
- 1950年5月24日 - 蠡県の一部が保定専区高陽県に編入。(12県)
- 1950年10月28日 - 新楽県・深沢県の各一部が定県に編入。(12県)
- 1951年4月16日 - 深沢県の一部が無極県に編入。(12県)
- 1951年8月16日 - 定県の一部が保定専区望都県に編入。(12県)
- 1951年9月11日 - 定県の一部が曲陽県に編入。(12県)
- 1952年11月7日 - 滄県専区粛寧県を編入。(13県)
- 1953年6月12日 - 新楽県の一部が行唐県に編入。(13県)
- 1953年7月21日 - 山西省忻県専区繁峙県の一部が阜平県に編入。(13県)
- 1954年4月24日
  - 定県・曲陽県・阜平県・安国県・博野県・蠡県が保定専区に編入。
  - 行唐県・新楽県・無極県・深沢県・安平県・饒陽県が石家荘専区に編入。
  - 粛寧県が滄県専区に編入。

#### 保定市(第2次)
- 1960年5月3日 - 保定専区保定市が地級市の保定市に昇格。路東区・路西区・清苑区・完県区・満城区が成立。(5区9県)
  - 保定専区定県・高陽県・安国県・徐水県・易県・涿県・唐県・淶源県・阜平県を編入。
- 1960年8月15日 - 清苑区・完県区・満城区が合併し、清苑県が発足。(2区10県)
- 1960年12月8日 (1区10県)
  - 路東区および路西区の一部が合併し、市区が発足。
  - 路西区の残部が清苑県に編入。
- 1960年12月19日 (1区11県)
  - 徐水県の一部が分立し、安新県が発足。
  - 徐水県の一部が清苑県に編入。
- 1961年5月23日 - 保定市が保定専区に降格。

#### 保定地区(1961年-1994年)
- 1961年5月23日 - 保定市が保定専区に降格。(1市11県)
  - 市区が市制施行し、県級市の保定市となる。
- 1961年6月1日 - 保定市の一部が清苑県に編入。(1市11県)
- 1961年7月9日 (1市15県)
  - 定県の一部が分立し、曲陽県が発足。
  - 清苑県の一部が分立し、満城県が発足。
  - 涿県の一部が分立し、雄県が発足。
  - 徐水県・涿県・易県の各一部が合併し、定興県が発足。
  - 保定市の一部が清苑県に編入。
- 1961年7月 - 唐県の一部が清苑県に編入。(1市15県)
- 1961年12月 - 満城県の一部が易県に編入。(1市15県)
- 1962年2月1日 - 易県の一部が張家口専区涿鹿県に編入。(1市15県)
- 1962年3月27日 (1市22県)
  - 高陽県の一部が分立し、蠡県が発足。
  - 涿県・雄県・定興県の各一部が合併し、新城県が発足。
  - 徐水県の一部が分立し、容城県が発足。
  - 満城県の一部が分立し、完県が発足。
  - 唐県の一部が分立し、望都県が発足。
  - 安国県の一部が分立し、博野県が発足。
  - 易県・涿県の各一部が合併し、淶水県が発足。
- 1962年6月 - 満城県の一部が易県に編入。(1市22県)
- 1964年4月16日 - 雄県の一部が天津専区覇県に編入。(1市22県)
- 1964年5月 - 天津専区覇県の一部が雄県に編入。(1市22県)
- 1964年12月21日 - 保定市の一部が清苑県・満城県に分割編入。(1市22県)
- 1965年4月29日 (1市22県)
  - 満城県の一部が徐水県・清苑県に分割編入。
  - 保定市の一部が清苑県に編入。
- 1965年9月 - 保定市の一部が満城県に編入。(1市22県)
- 1966年11月5日 - 天津専区固安県の一部が涿県に編入。(1市22県)
- 1968年8月 - 保定専区が保定地区に改称。(1市22県)
- 1974年7月8日 - 易県の一部が満城県に編入。(1市22県)
- 1982年12月4日 - 石家荘地区行唐県の一部が曲陽県に編入。(1市22県)
- 1983年11月15日 (21県)
  - 保定市が地級市の保定市に昇格。
  - 満城県が保定市に編入。
- 1986年3月5日 - 定県が市制施行し、定州市となる。(1市20県)
- 1986年4月5日 - 清苑県が保定市に編入。(1市19県)
- 1986年9月24日 - 涿県が市制施行し、涿州市となる。(2市18県)
- 1991年5月6日 - 安国県が市制施行し、安国市となる。(3市17県)
- 1993年4月9日 - 新城県が市制施行し、高碑店市となる。(4市16県)
- 1993年5月20日 - 完県が順平県に改称。(4市16県)
- 1994年12月17日 - 保定地区が保定市と合併し、新制の保定市の発足により消滅。

#### 保定市(第3次)
- 1983年11月15日 - 保定地区保定市が地級市の保定市に昇格。南市区・北市区・新市区・郊区が成立。(4区1県)
  - 保定地区満城県を編入。
- 1986年4月5日 - 保定地区清苑県を編入。(4区2県)
- 1987年10月15日 - 郊区が南市区・北市区・新市区に分割編入。(3区2県)
- 1994年12月17日 - 保定市が保定地区と合併し、新制の保定市が発足。

#### 保定市(第4次)
- 1994年12月17日 - 保定地区(4市16県)・保定市(3区2県)が合併し、新制の保定市が発足。(3区4市18県)
- 1998年12月21日 (3区4市18県)
  - 清苑県の一部が南市区・北市区に分割編入。
  - 満城県の一部が新市区・北市区に分割編入。
  - 徐水県・南市区・新市区の各一部が北市区に編入。
- 1999年6月8日 - 清苑県の一部が北市区・南市区に分割編入。(3区4市18県)
- 2015年4月28日 (5区4市15県)
  - 北市区・南市区が合併し、蓮池区が発足。
  - 満城県が区制施行し、満城区となる。
  - 清苑県が区制施行し、清苑区となる。
  - 徐水県が区制施行し、徐水区となる。
  - 新市区が競秀区に改称。

## 交通
- 鉄道

北京と広州を結ぶ京広線が貫通する。保定駅は北京から南へ130キロのところに位置し、特急列車はほとんど停車する。2012年には京広高速鉄道の涿州東駅高碑店東駅保定東駅定州東駅が開業した。
- 京広線
- 京広高速鉄道
- 津覇線（中国語版）
- 津覇旅客専用線（中国語版）
- 京雄都市間鉄道

- 道路

北京と石家荘を結ぶ京石高速道路がある。
G107国道、G108国道、G207国道、G112国道の4本の国道が通る。

## 観光
- 満城漢墓 - 前漢の中山靖王劉勝の墓（1986年：発掘）。

## 文化
- 健身球（保定健身球） - 保定市が発祥とされる伝統的な健康器具。

## 教育

### 大学
- 河北大学（保定市はかつて省都であったため、省所属大学である河北大学が1970年代に保定市に移転）[7]
- 華北電力大学（保定）
- 河北農業大学
- 河北金融学院
- 保定学院

など

## 友好都市
- シャーロット、アメリカ合衆国
- 日本鳥取県米子市
- 日本愛媛県西条市